# دینداری و تحصیلات
دینداری و تحصیلات (انگلیسی: Religiosity and education) رابطه بین سطح دینداری و سطح تحصیلات از نیمه دوم قرن بیستم مورد مطالعه قرار گرفته‌است.
پارامترهای این دو مؤلفه متنوع است: «سطح دینداری» مفهومی است که تفکیک آن از نظر علمی دشوار است، در حالی که «سطح تحصیلات» آسان‌تر است. برای جمع‌آوری، مانند داده‌های رسمی در مورد این موضوع، زیرا داده‌های مربوط به آموزش در بسیاری از کشورها به‌طور عمومی در دسترس است.
مطالعات مختلف به نتایج متضادی در رابطه با این رابطه منجر می‌شود، بسته به این که آیا «مذهب بودن» با اعمال مذهبی (به عنوان مثال حضور در مکان‌های عبادت) یا اعتقادات مذهبی خاص (مثلاً اعتقاد به معجزه)، با تفاوت‌های قابل توجه بین ملت‌ها سنجیده می‌شود. به عنوان مثال، یک مطالعه بین‌المللی بیان می‌کند که در برخی از کشورهای غربی با افزایش تحصیل از شدت اعتقادات کاسته می‌شود، اما حضور و مراسم مذهبی افزایش می‌یابد. مطالعات دیگر حاکی از آن است که مذهبی‌ها نسبت به غیر مذهبی‌ها تحصیلات بالاتری دارند. مطالعات دیگر نشان می‌دهد که همبستگی مثبت با دینداری کم یا غیر مذهبی و تحصیلات در چند دهه گذشته معکوس شده‌است.